# Nagarze
Nagarze (en tibetano, སྣ་དཀར་རྩེ་རྫོང་།; wylie,  sna dkar rtse rdzong; literalmente, ‘punta de nariz blanca’; en chino, 浪卡子县; pinyin, Làngkǎzǐ xiàn) es un condado bajo la administración directa de la Prefectura Shannan en la Región autónoma del Tíbet, República Popular China. Su área es 7969 km² y su población total para 2010 fue cercana a los 35 mil habitantes.

## Administración
El condado de Nagarze se divide en 10 pueblos que se administran en 2 poblados y 8 villas.